# オルガ・ニコラエワ
オルガ・ニコラエワ（ロシア語: Николаева, Ольга Викторовна、ラテン文字転写: Olga Nikolaeva、1972年5月14日 - ）は、ロシアの元女子バレーボール選手。現役時代のポジションはミドルブロッカー。元ロシア代表。

## 来歴
- クラブチーム

ノヴォシビルスク出身。1989年、旧ソ連のLeningradka Saint Petersburgに入団。13年間プレーした。2002/03シーズンはDinamo Metarでプレーした。2003/04シーズンは再びLeningradka Saint Petersburgに加入し2年間プレーした。2005/06シーズンはディナモ・カザンと契約し、ロシアスーパーリーグで6位となった。2006/07シーズンはOmichka Omskでプレーした。2007年、ディナモ・モスクワへ移籍し、2007/08シーズンのロシアスーパーリーグとロシアカップで準優勝、2008/09シーズンは欧州チャンピオンズリーグで準優勝、ロシアスーパーリーグで優勝を果たし、現役引退した。
- 代表チーム

アンダーカテゴリーの代表として、1989年のU-19世界選手権に出場し金メダルを獲得した。1990年、ジュニアの欧州選手権で金メダルを獲得した。2004年、シニア代表に初選出され、同年8月のアテネ五輪に出場し銀メダルを獲得した。

## 球歴
- オリンピック - 2004年

## 所属クラブ
- Leningradka Saint Petersburg（1989-2002年）
- Dinamo Metar（2002-2003年）
- Leningradka Saint Petersburg（2003-2005年）
- ディナモ・カザン（2005-2006年）
- Omichka Omsk（2006-2007年）
- ディナモ・モスクワ（2007-2009年）